# Ann Stengård
Ann Stengård (* 27. Juli 1955) ist eine ehemalige dänische Fußballnationalspielerin.
Stengård debütierte am 27. Juli 1974 für die dänische Frauen-Fußballnationalmannschaft. Dabei erzielte sie das erste Länderspieltor im Spiel gegen die Auswahl Schwedens bei der Nordischen Meisterschaft 1974, die erstmals ausgetragen wurde. Stengård absolvierte zwölf Länderspiele und traf dabei zweimal für die dänische Auswahl. Auf Vereinsebene spielte sie für Stjernen Svendborg.